# Lamborghini Murciélago
Lamborghini Murciélago ([muɾˈθjelaɣo]) — суперкар, выпускавшийся компанией Lamborghini в Сант-Агата-Болоньезе. Автомобиль пришёл на смену модели  Lamborghini Diablo в 2001 году. Последний экземпляр версии LP 670-4 SuperVeloce оранжевого цвета сошёл с конвейера завода 5 ноября 2010 года. За всё время существования модели Murciélago было выпущено 4099 экземпляров, что делает её самым массовым 12-цилиндровым Lamborghini за всю историю компании.

## Происхождение названия
Название модели автомобиля, как и предшественника, Lamborghini Diablo, связано с историей корриды. Модель Lamborghini Diablo была названа в честь свирепого быка герцога Верагуа.  По легенде, представленной компанией, во время боя в 1879 году на арене Кордовы легендарно известный бык по кличке «Мурсьелаго» (исп. Murciélago, от murciélago — летучая мышь) остался стоять после 24 ударов мечом матадора. Потрясённый матадор сохранил жизнь быку, что является достаточно редким явлением. Позднее этот бык был приобретён селекционером Антонио Миурой и положил начало одной из пород боевых быков. Как и о быке «Diablo», никаких документальных подтверждений этой легенды не существует. Быки с ранчо Миура впервые приняли участие в корриде в 1849 году, за 30 лет до описанного боя. Имя матадора и кличка быка не были известны любителям корриды до появления автомобиля. С ветеринарной точки зрения представляется маловероятным, чтобы животное, получившее 24 глубокие колото-резаные раны, могло выжить после такого сильного стресса и кровопотери, не говоря уже о размножении.

## Версии и модификации

### Murciélago

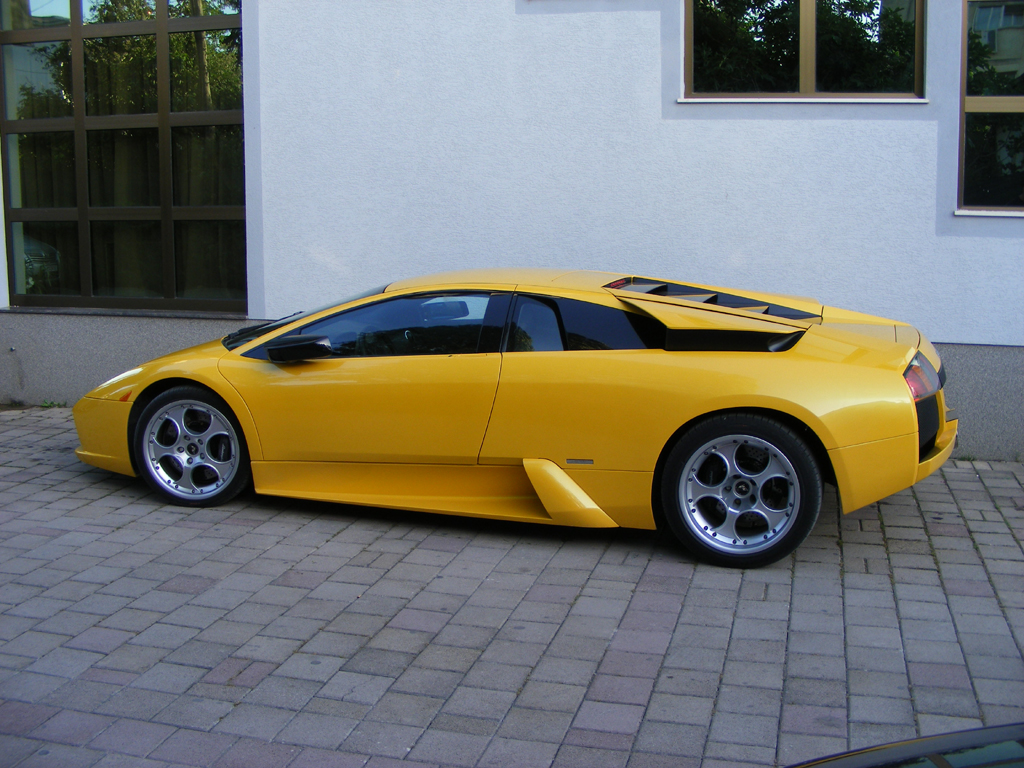
Lamborghini Murciélago

К тому моменту, когда компания Audi стала владельцем Lamborghini, уже был практически готов наследник модели Lamborghini Diablo, дизайном которого занималось дизайн-бюро Zagato. Автомобиль планировалось назвать Canto, но проект не был одобрен Фердинандом Пиехом — новым управляющим компании, и он потребовал переделки. Пиех также пригласил к участию в проекте дизайнерский отдел Audi и итальянскую компанию «Бертоне». Дизайн компании Zagato был отклонен снова, аналогичная участь постигла и проект компании Bertone. Таким образом, для новой модели был выбран дизайн, предложенный дизайнером Audi бельгийцем Люком Донкервольке. По сравнению с Lamborghini Diablo, длина автомобиля уменьшилась, но пространство для пассажиров увеличилось на 40 мм в высоту и 25 мм в ширину.  

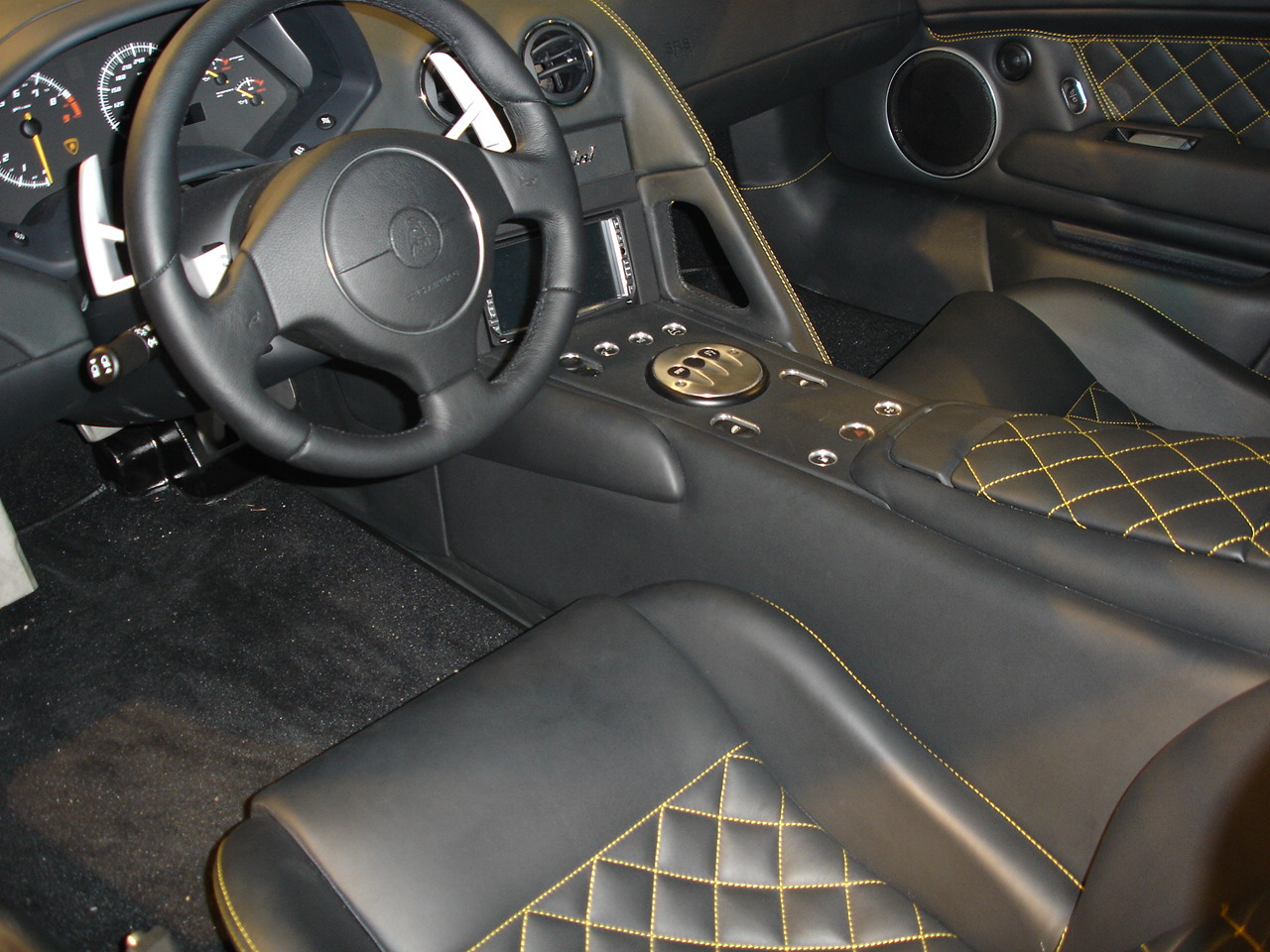
Салон Murciélago LP640.

Автомобиль, как и его предшественник, имеет полный привод: около 70% крутящего момента передается на задние колеса, остальная часть - через вискомуфту на передний редуктор. Впервые в истории фирмы в базовую модель была включена 6-ступенчатая коробка передач. Передние и задние дифференциалы повышенного трения.      
Кузов почти полностью выполнен из панелей из углеродного волокна на стальной пространственной раме,  исключая алюминиевые двери и стальную крышу. В передней части расположен багажник объемом 140 л. Задняя часть закрыта прозрачным капотом, под которым находится моторный отсек. Салон автомобиля двухместный, двухдверный, двери, традиционно для марки, открываются вверх. 
Передняя и задняя подвеска — на двойных поперечных рычагах с наклонными пружинами и электронно-управляемыми амортизаторами, передние колеса имеют одну пружину на колесо, задние - две. 
Автомобиль появился в продаже в 2001 году по цене около 205 000 долларов.
Двигатель Lamborghini V12
В автомобиле используются атмосферные двигатели Lamborghini V12 объёмом 6,2 литра, с 2006 года - объемом 6,496 литра. Мощность двигателей — 580(426 кВт) л.с. до 670 л.с. (493 кВт) при 7500 об/мин и 8000 об/мин. Блок цилиндров и головки блока цилиндров - из алюминиевого сплава. Топливо - бензин с октановым не менее 98. 
Эти двигатели являются последними в семействе двигателей Lamborghini V12 собственной разработки. История двигателей началась ещё в 1963 году. Первоначально объем составлял 3.5 литра, затем диаметр цилиндров и ход поршня увеличивался с каждым новым поколением. На Murcielago объем двигателя составил уже 6,496 литра, то есть почти вдвое больше изначального.
Последнее поколение «классических» двигателей получило сухой картер, четыре клапана на цилиндр, тракт впуска с изменяемой геометрией, переработанный выхлоп и электронную педаль газа. Несмотря на огромное количество улучшений, компания Audi приняла очень непростое решение - следующее поколение двигателей должно быть разработано с нуля.

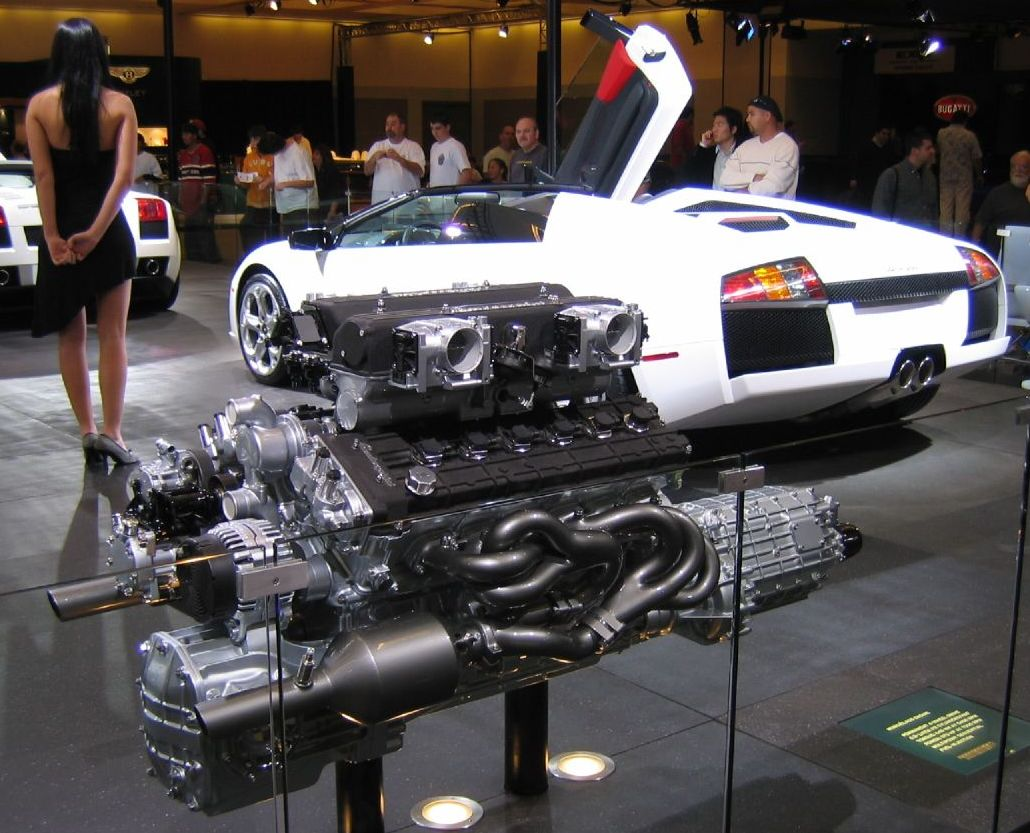
Двигатель Lamborghini V12.

### Murciélago R-GT

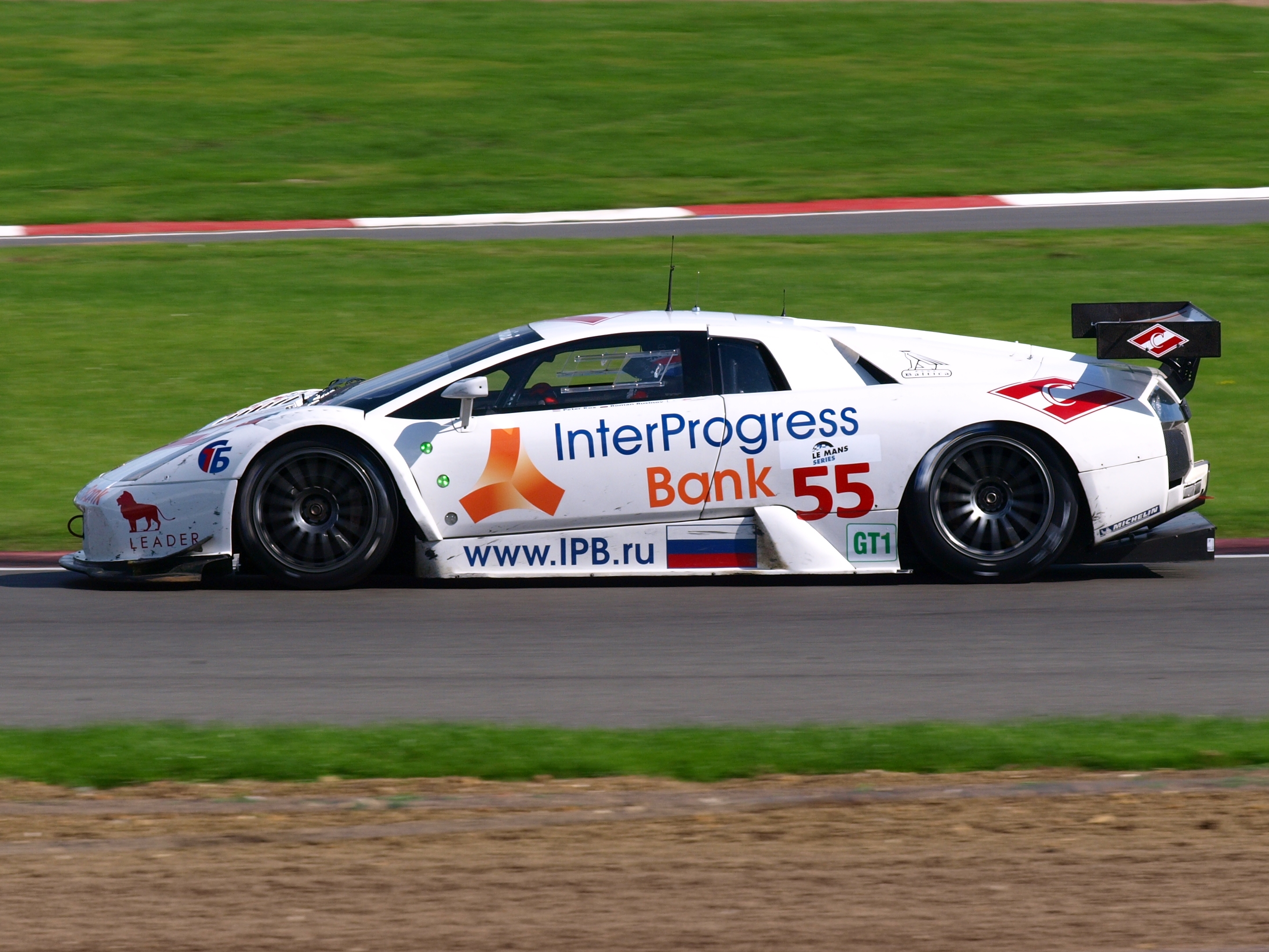
Murciélago R-GT команды «ИПБ Спартак», подготовленная Reiter Engineering

В 2003 г. «Ламборгини» совместно со специалистами Reiter Engineering представила модель R-GT, подготовленную по правилам GT1. Машина была облегчена до 1100 кг, получила новый обвес с большим задним антикрылом, двигатель был переработан специалистами Reiter с увеличением объёма до 6998 см³, что позволило достигнуть отдачи в 590 л. с. (440 кВт) и 710 Н·м. В соответствии с правилами (запрет полноприводных трансмиссий с подрулевым переключением передач) полностью была переработана трансмиссия: полный привод заменён задним. Позже была подготовлена модернизированная версия гоночного автомобиля R-GT Le-Mans Edition, а в 2008 году — дорожная версия. Murciélago R-GT дебютировал в гонках FIA GT лишь в 2009 г., но серьёзных результатов не показал: несколько финишей на подиуме и единственная победа в 2010 г. в Джухае (Китай), в значительной степени обусловленная случаем. Не было успехов и в гонке 24 часа Ле-Мана. Также на R-GT выступала в серии Ле-Ман российская команда «ИПБ Спартак» с Романом Русиновым и Петером Коксом, — первое место (стартовал последним) в классе LMGT1 на трассе «Каталунья» в серии «Ле-Ман» 2009 г. (автомобиль российской команды «ИнтерПрогрессБанк СПАРТАК Рейсинг»)
и третье место (стартовал пятым) при открытии чемпионата FIA GT в Валенсии (автомобиль был выставлен командой Reiter Engineering)

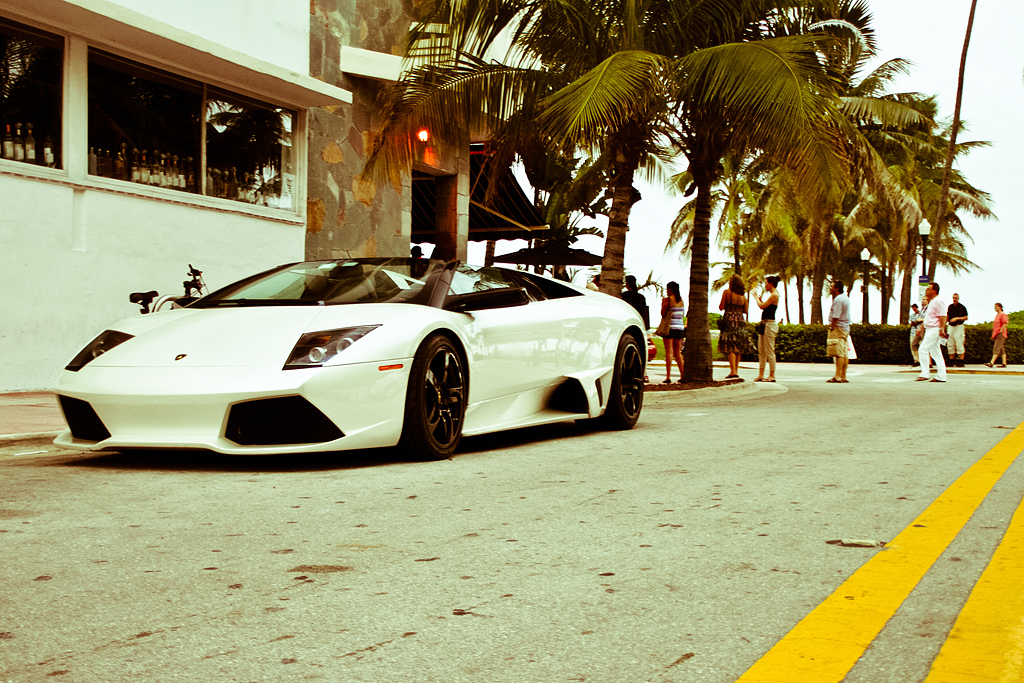
Murciélago Roadster

### Murcielago Roadster
Родстер Murcielago Barchetta показали как прототип на Детройтском автосалоне в январе 2003 года. Общий дизайн родстера остался таким же, как у купе. Стилистическим изменениям подверглась верхняя часть кузова. Для превращения купе в родстер некоторые линии пришлось подкорректировать. Особое инженерное внимание было уделено обеспечению прежней жёсткости кузова на кручение. Неизбежное при отсутствии жёсткой крыши ослабление конструкции компенсировано различными усиливающими элементами. В частности, в моторном отсеке появилась мощная пространственная рама, служащая как для усиления кузова, так и для дополнительного крепления  двигателя. В стандартном исполнении она выполнена из стали,  а опционально можно заказать и углепластиковую, которая намного легче и при этом, как утверждают представители фирмы, по прочностным характеристикам ничуть не хуже стальной. Опционально можно заказать и мягкую крышу (R-top). Крыша снимается и устанавливается водителем и хранится в кожаной сумке. Особо оговорено, что с установленной мягкой крышей нельзя ездить быстрее 160 км/ч.

### Murciélago LP 640

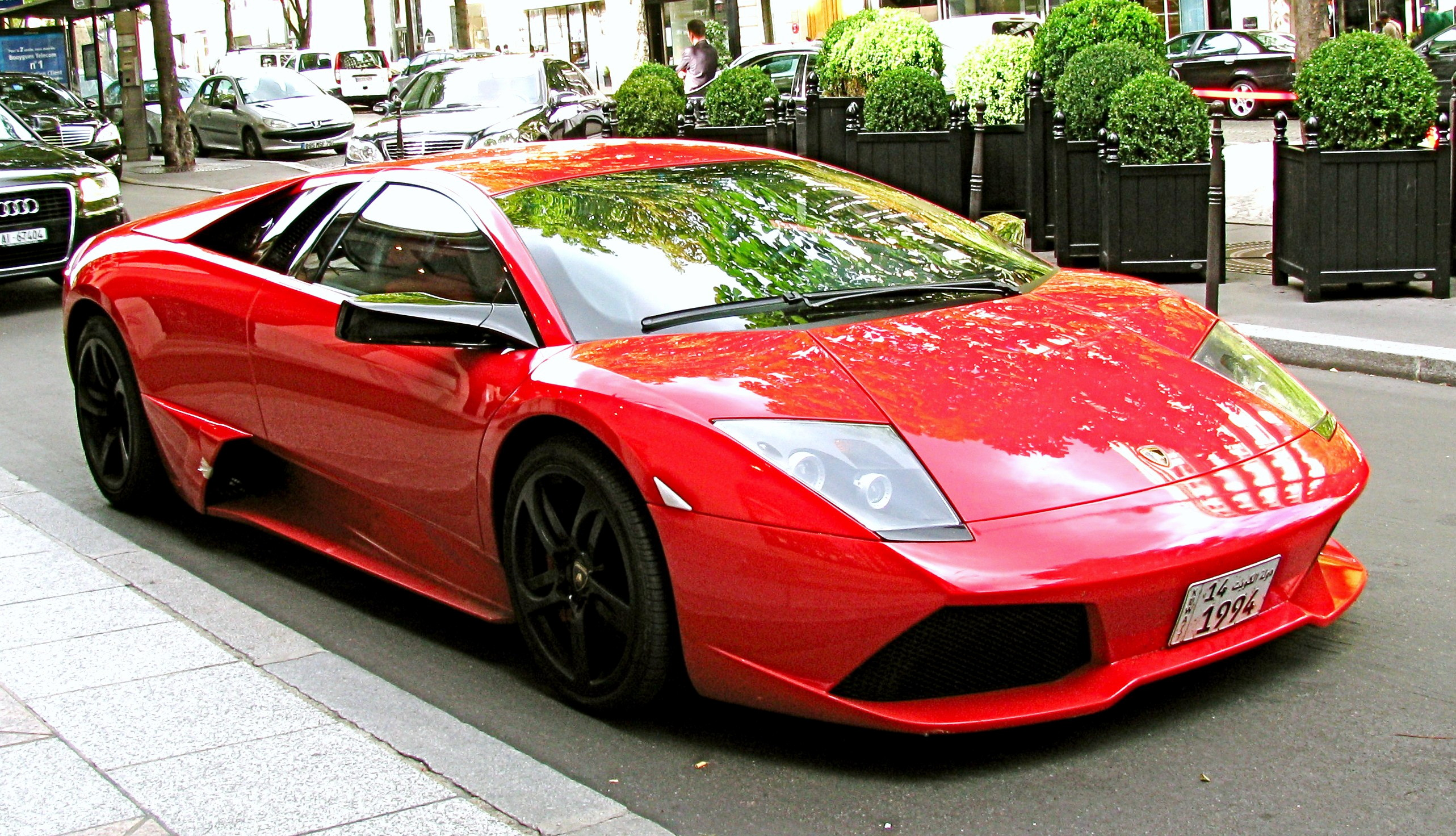
Lamborghini Murciélago LP 640

Lamborghini Murciélago LP 640 — модификация, официально представленная 2006 году на 76-м автосалоне в Женеве.
Основными отличиями от базовой версии Murcielago, является двигатель V12, объём которого был увеличен с 6,2 л. до 6,5 л. Благодаря увеличению объёма двигателя произошёл прирост мощности на 60 л. с., со стандартных 580 л. с. до 640 л. с. Максимальная скорость также возросла на 10 км/ч и достигла 340 км/ч (211 миль/ч) вместо 330 км/ч. Разгон 0-100 км/ч сократился с 3,8 сек. до 3,4 сек.
При работе над модификацией автомобиля были затронуты не только изменения в двигателе, но также и другие части и составляющие всего суперкара. Были значительно изменены подвеска, выхлопная система, тормоза и электроника. Также изменения произошли и в дизайне автомобиля. Были изменены передний и задний бампер,  новые выхлопные трубы глушителя, которые объединены в один задний диффузор. Был изменён дизайн фар, зеркал заднего вида, стеклоочистителей, аэродинамических передних и задних крыльев. По просьбе заказчика крышку капота автомобиля могли изготовить из прочного прозрачного стекла. В салоне автомобиля появилась новая приборная панель, а обивка выполнена в чёрном цвете.
Автомобиль впервые мог оснащался автоматической трансмиссией — роботизированной 6-ступенчатой секвентальной коробкой передач E.gear. Трансмиссия имеет гидравлически управляемые фрикционы и сухое двухдисковое сцепление. Имеется три режима переключения передач: Sport, Auto и ручной подрулевыми рычажками. Обычная 6-ступенчатая МКПП также доступна. 

### Murciélago LP 640 Roadster
Модификация Lamborghini Murciélago LP 640 с открытым верхом.
Мощность двигателя как и у версии купе составляет 640 л. с., а максимальная скорость в виду изменений аэродинамических характеристик кузова автомобиля равна 330 км/ч. Разгон 0-100 км/ч составляет 3,9 сек.
23 июня 2008 года в Милане Versace и Lamborghini объявили о начале сотрудничества двух компаний и представили новый Lamborghini Murciélago LP 640 Roadster VERSACE.

### Murciélago LP 640 Roadster Versace
Чтобы создать новый родстер, дизайнеры Дома Версаче объединили свои усилия с дизайнерами Lamborghini. Эта программа позволяет Lamborghini индивидуализировать автомобили для создания персонализированных спортивных Lamborghini. Лимитированный выпуск нового Lamborghini Murciélago LP 640 Roadster VERSACE, который будет производиться на заказ, имеет пастельно-белые тона окраски в греческих мотивах. Прозрачная крышка двигателя позволяет видеть его красоту и техническое совершенство не открывая капот.
Строгий дизайн и лаконичные линии Murciélago вдохновили Версаче на создание коллекции аксессуаров Versace LP 640, которая стала доступна исключительно в Ламборгини, бутиках Versace и отдельных салонах Lamborghini начиная с ноября 2008 года.

### Murciélago LP 650-4 Roadster
В марте 2009 Компания Automobili Lamborghini представила полноприводный родстер Murciélago LP 650-4 Roadster. Полный привод на все колеса в сочетании с 6,5 литровым форсированным двигателем мощностью 650 л.с. позволяют ему разгоняться до 100 км/ч за 3,4 секунды.
Модель выпущена ограниченным тиражом 50 экземпляров. Дизайн модели отличают ярко-оранжевые элементы кузова и интерьера в сочетании на сером фоне.

### Murciélago LP 670-4 SV

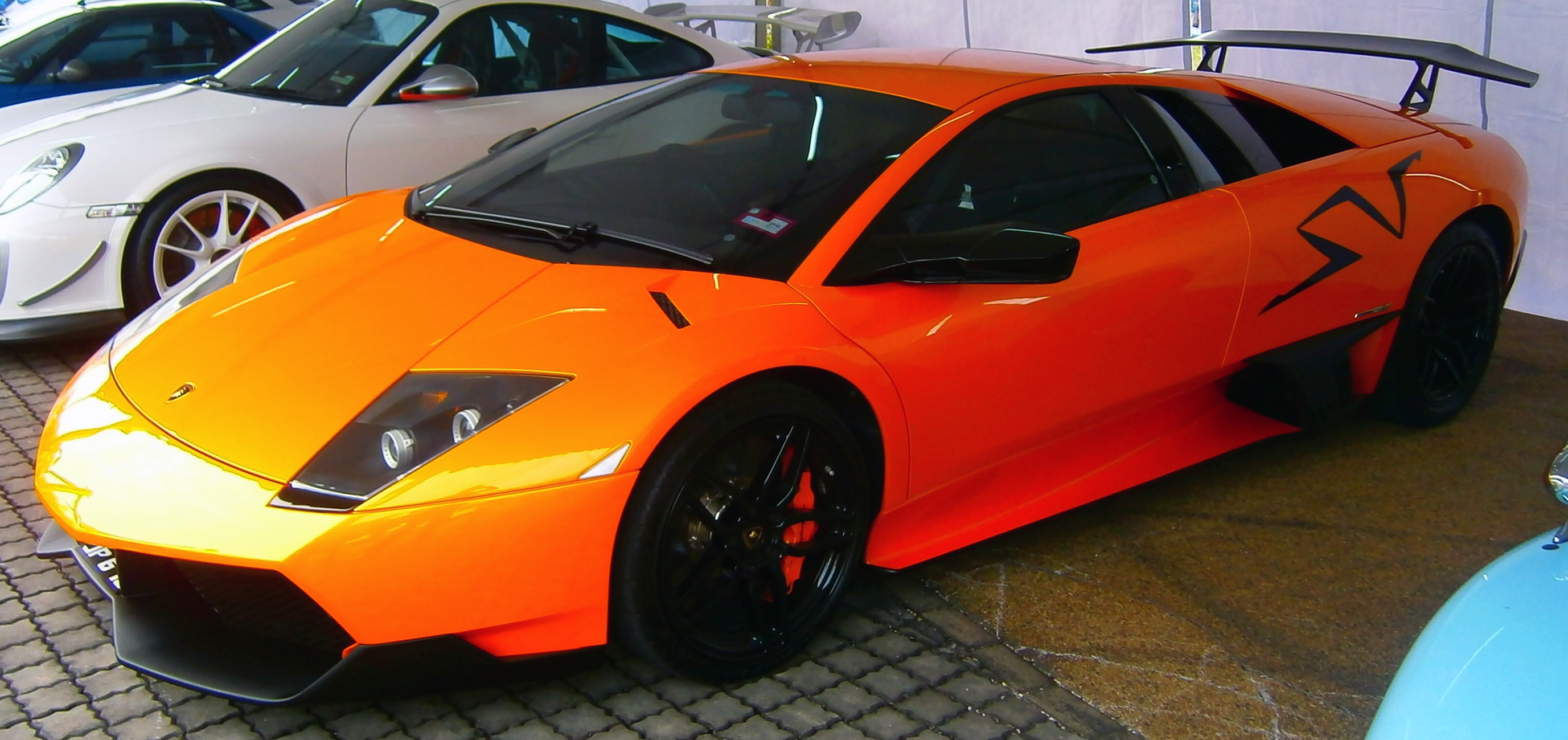
Murciélago LP 670-4 SV

Модификация была представлена на Женевском автосалоне в 2009 году. Автомобиль оборудован 6,5-литровым 12-цилиндровым двигателем от Murciélago LP 640, но за счёт модернизации впуска-выпуска и установки новой управляющей электроники мощность двигателя увеличилась до 670 л.с. Максимальную мощность мотор развивает на 8000 об/мин, а крутящий момент достигает 660 Н·м при 6500 об/мин. 
По сравнению с LP 640 автомобиль стал легче на 100 кг: 33 килограмма экономии веса принесли более легкие детали подвески и нового обвеса кузова из карбона, на 34 килограмма полегчал интерьер, а ещё 33 килограмма «сняли» с мотора, навесного оборудования и трансмиссии.
Разгон 0—100 км/ч занимает у LP 670-4 SV 3,2 секунды, а его максимальная скорость достигает 342 км/ч. В базовую комплектацию автомобиля входят карбон-керамические тормозные диски и продвинутая АБС, модернизированная подвеска и секвентальная роботизированная коробка передач e.gear с несколькими алгоритмами работы. МКПП предлагается в качестве бесплатной опции. Всего было запланировано выпустить 350 автомобилей.

## Галерея

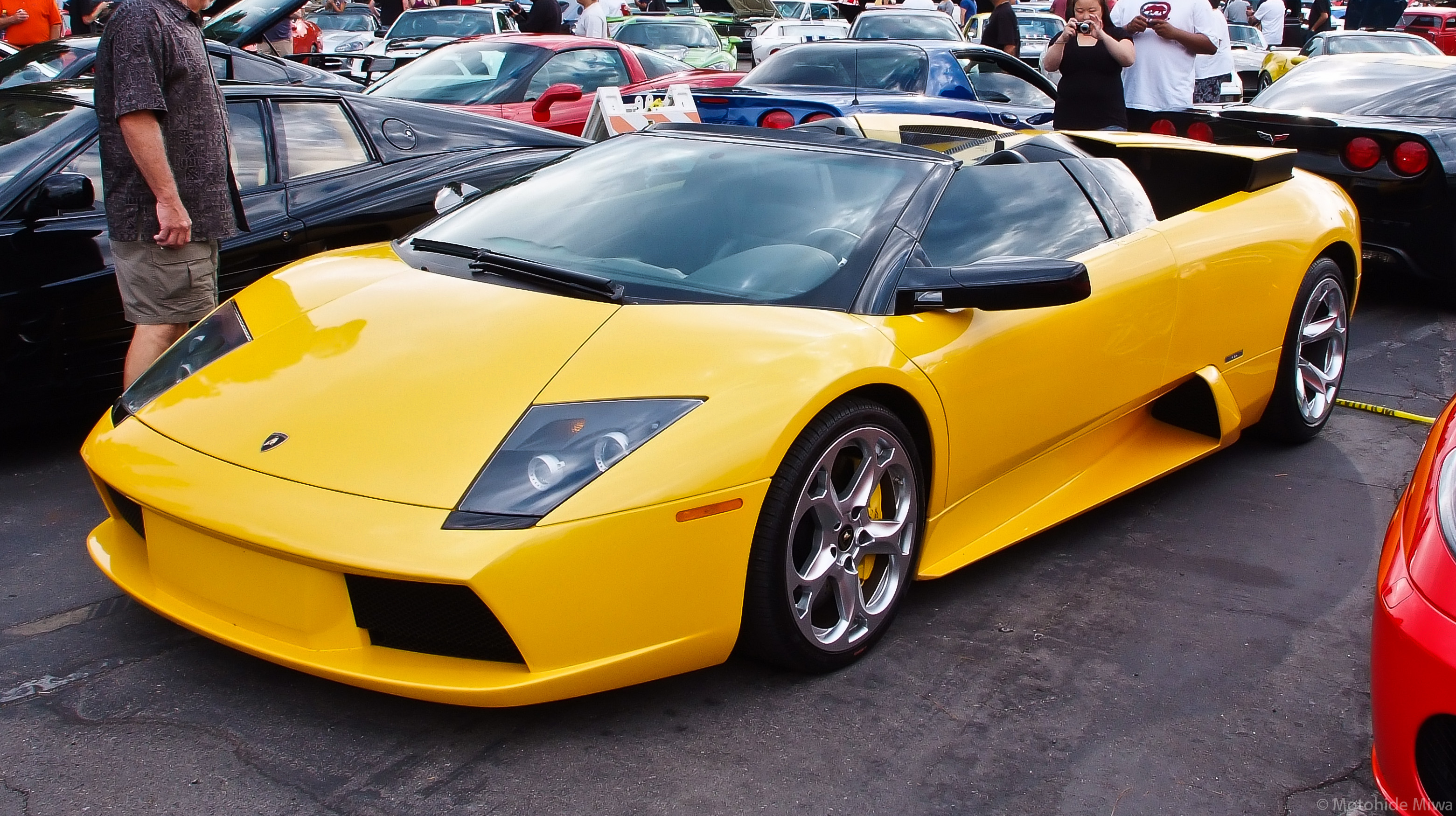
Murciélago Roadster
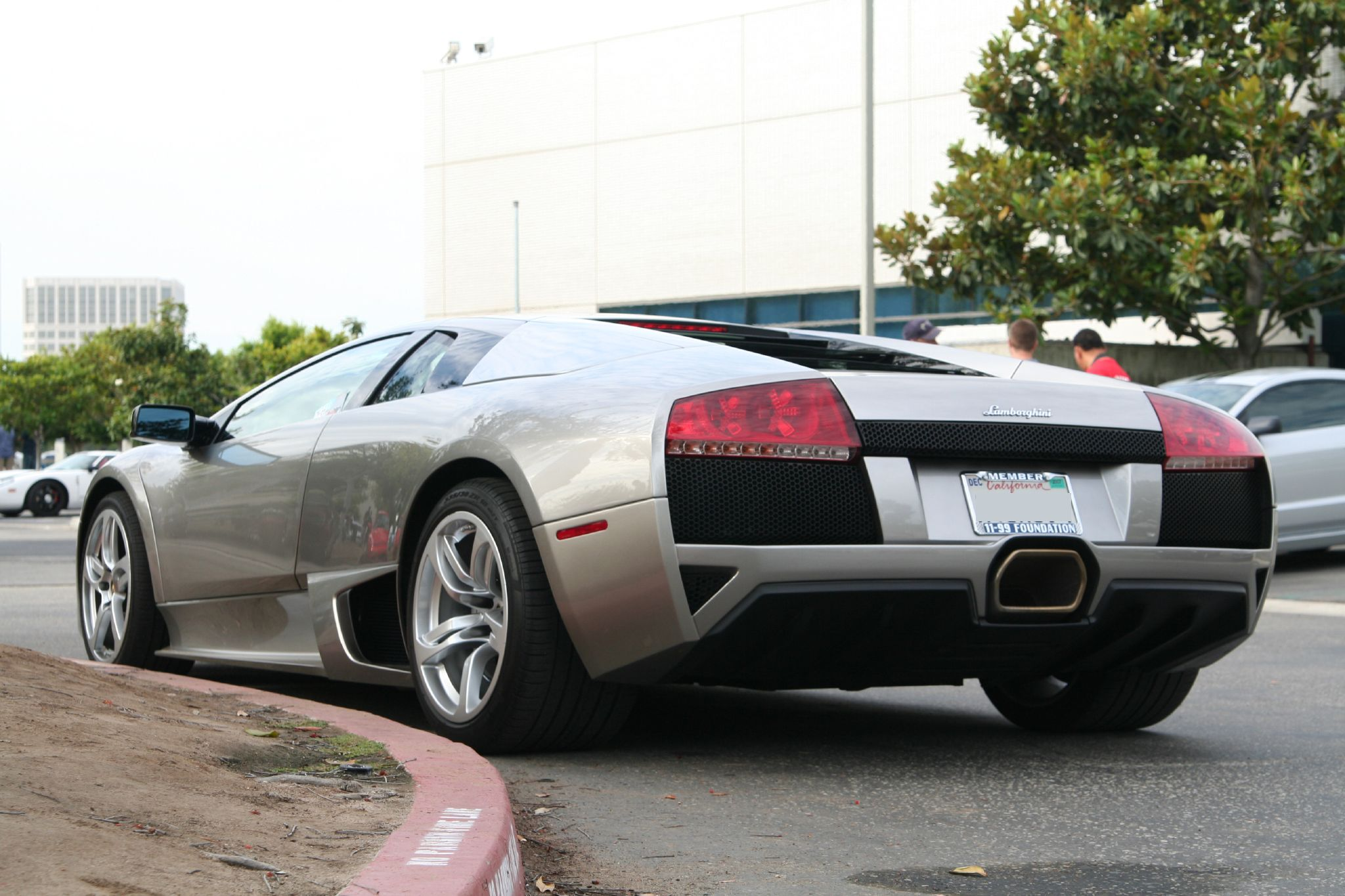
Lamborghini Murciélago LP640
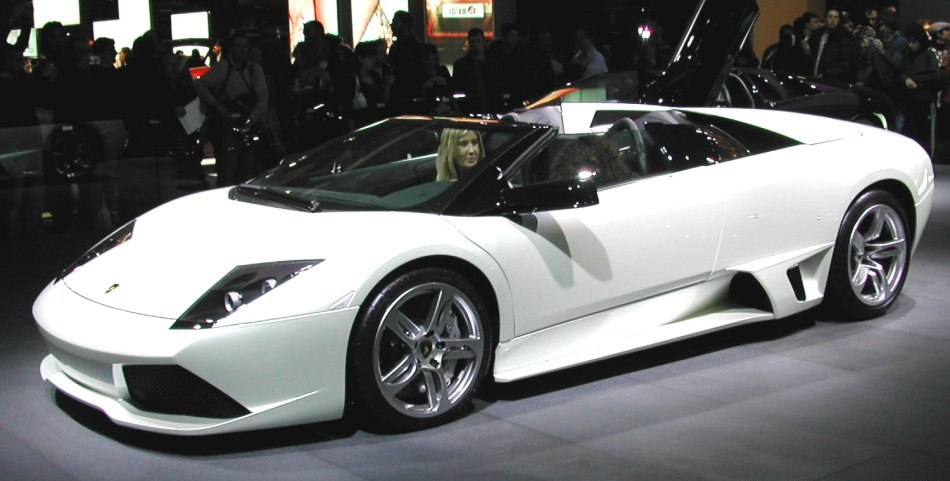
Lamborghini Murciélago LP640 Roadster
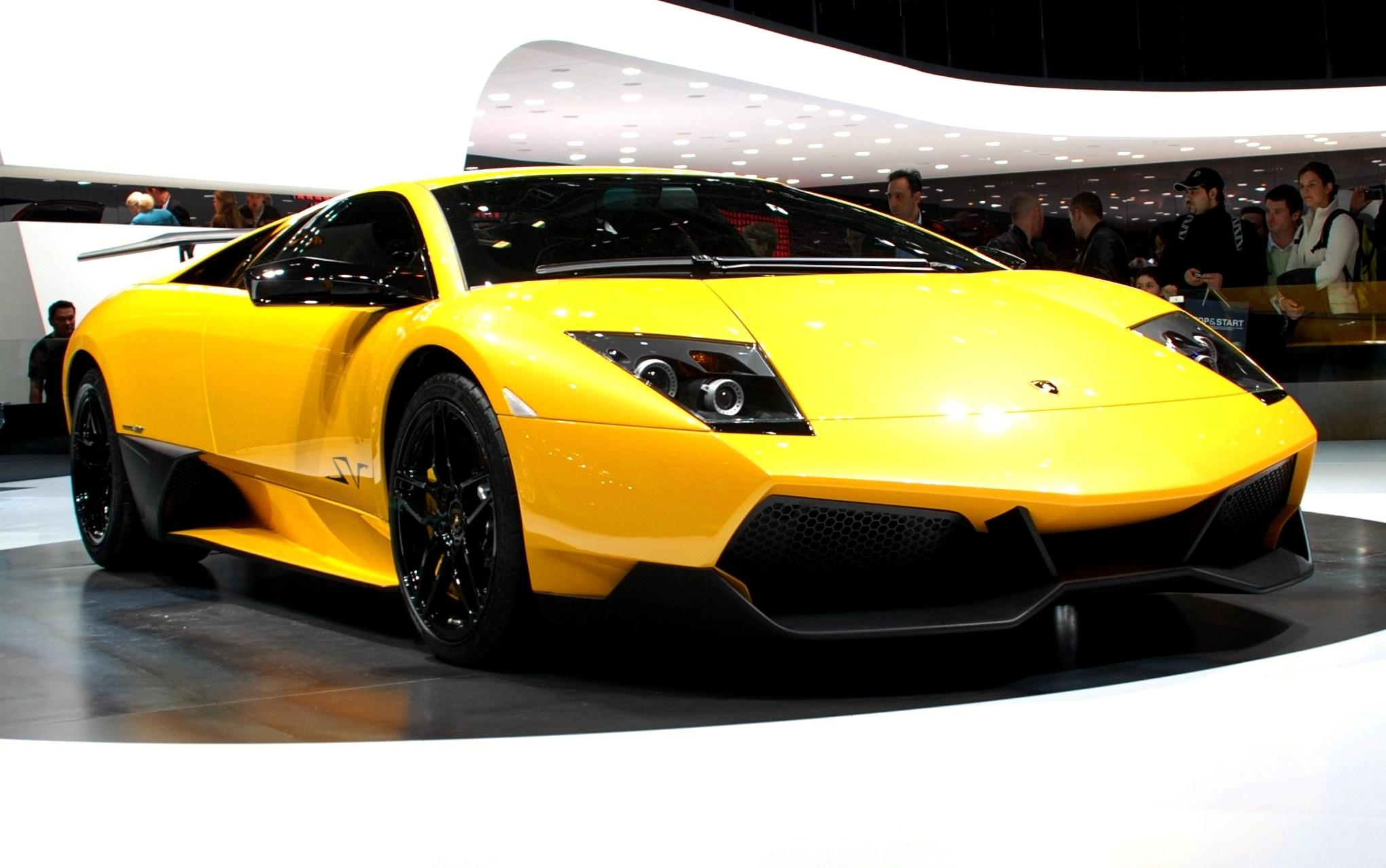
Lamborghini Murciélago LP670-4 SV
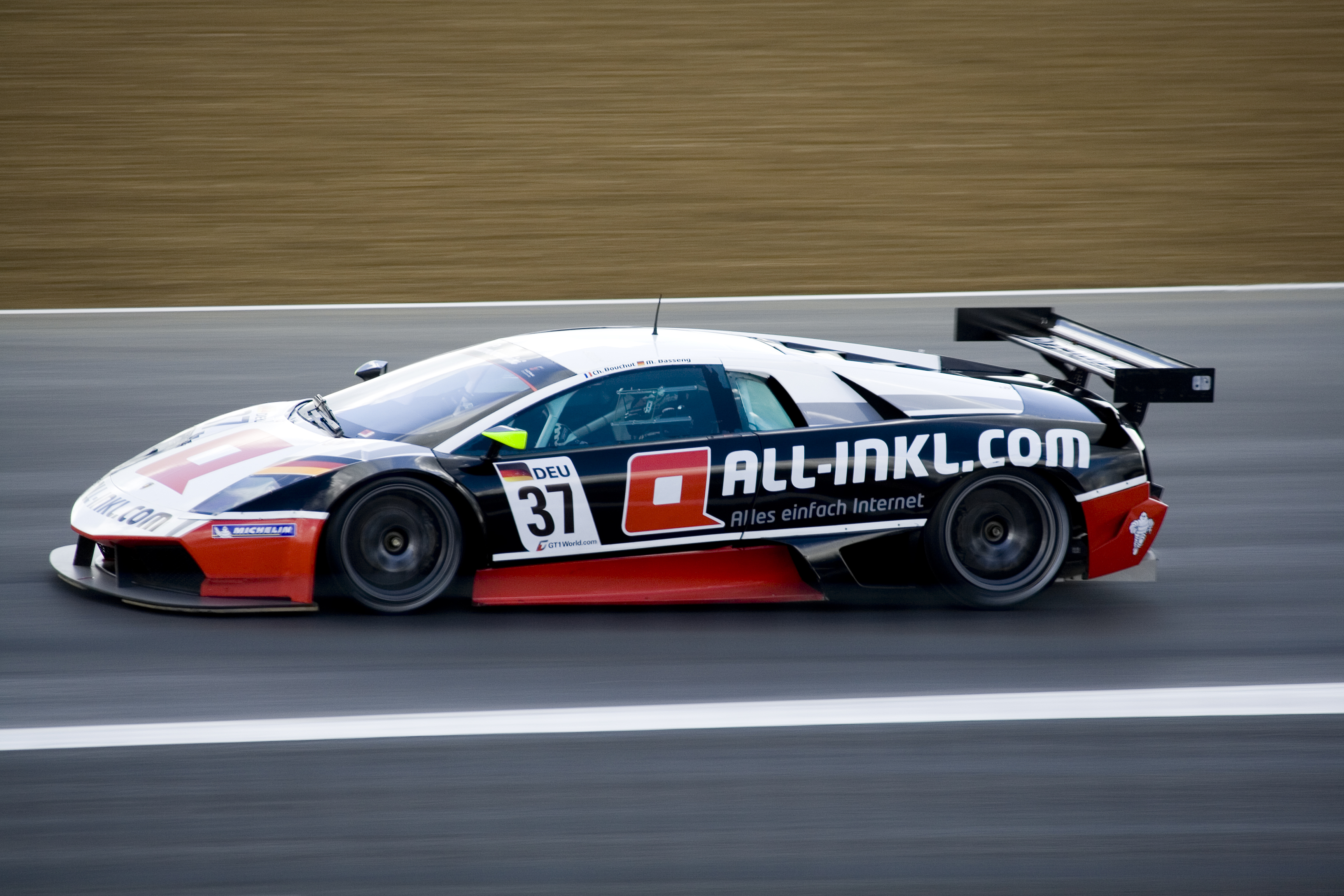
Lamborghini Murciélago LP670-4 R-SV